# Florian Korsak
Florian Fabian Korsak (ukr. Флоріян Фабіян Корсак) OSBM (ur. 14 maja 1749, zm. 15 lipca 1811), archimandryta żydyczyński 1804-1811, 1804–1811 unicki biskup pomocniczy łucki. Carska nominacja na unickiego biskupa pomocniczego z 13 grudnia 1803, ukaz o sakrze biskupiej z 29 listopada 1804 roku. Wikariusz generalny konsystorza. Administrator diecezji łuckiej i ostrogskiej. W 1793 r. ufundował murowaną cerkiew we wsi Boremiec.